# 2018년 북대서양 허리케인

## 활동한 허리케인

### 제 1호 열대폭풍 알베르토
제 1호 허리케인 알베르토는 2018년 5월 25일 21시 멕시코 코수멜(Cozumel), Faro Celarain 남동쪽 약 120km 해상에서 중심 기압 1005hpa,풍속 65km/h의 열대폭풍으로 발생하였다. 발생 이후 북상하며 서서히 발달해 2018년 5월 28일 3시 미국 플로리다주, 샌 블라스 곶 남남서쪽 약 135km 해상에서 중심 기압 991hpa,풍속 100km/h로 최성기를 맞이하였다.최성기 맞이 이후 미국 상륙, 이후 급약화되어서 2018년 5월 29일 미국 앨라배마주, 브룩스빌 커뮤니티(Brooksville Community) 인근 육상에서 열대저기압으로 약화되었다.

### 제 2호 허리케인 베릴
제 2호 허리케인 베릴은 2018년 7월 6일 3시 프랑스 령 기아나(Guyane française), 카옌(Cayenne), Montjoyeux Les Vagues 동북동쪽 약 1095 km 해상에서 발생하였다. 발생 이후 급발달해서, 2018년 7월 6일 15시에 프랑스 령 기아나(Guyane française), 카옌(Cayenne), Montjoyeux Les Vagues 동북동쪽 약 905 km 해상에서 최성기를 맞이하였다. 최성기 맞이 이후 조금씩 약화되어서 2018년 7월 9일 3시 과들루프(Guadeloupe), Bouillante 서남서쪽 약 75 km 해상에서 열대파동으로 약화되었다.

## 허리케인 이름
| - 제1호 알베르토 - 제2호 베릴 - 제3호 크리스 - 제4호 데비 - 제5호 에르네스토 - 제6호 플로렌스 - 제7호 고든 | - 제8호 헐린 - 제9호 아이작 - 제10호 조이스 - 제11호 커크 - 제12호 레슬리 - 제13호 마이클 - 제14호 나딘 - 제15호 아스커 |

## 같이 보기
- 2018년 동태평양 허리케인
- 2018년 북인도양 사이클론
- 2018년 태풍